# Gynodiastylis margarita
Gynodiastylis margarita är en kräftdjursart som beskrevs av Hale 1946. Gynodiastylis margarita ingår i släktet Gynodiastylis och familjen Gynodiastylidae. Inga underarter finns listade i Catalogue of Life.